# Wissarion (Dadiani)
Wissarion, imię świeckie Wissarion Dadiani (ur. 1832, zm. 22 marca?/4 kwietnia 1900) – gruziński biskup prawosławny.

## Życiorys
Pochodził z Megrelii. Wykształcenie zdobył w monasterze Martwili. 6 kwietnia 1849 złożył wieczyste śluby mnisze, 16 listopada 1857 został wyświęcony na hieromnicha. W 1859 otrzymał godność archimandryty.
Od 1860 do 1865 kierował jako przełożony monasterem Dżeru, zaś od 1865 do 1871 – monasterem Gazna.
12 stycznia 1875 miała miejsce jego chirotonia na biskupa megrelskiego, wikariusza eparchii gruzińskiej. W 1886 jego tytuł uległ zmianie na biskup alawerdzki. W 1898 objął katedrę imeretyńską. W czasie sprawowania urzędu biskupiego prowadził szeroką działalność dobroczynną. Zmarł po krótkiej chorobie w 1900.